# Ivan Ivanovič Panaev
Ivan Ivanovič Panaev (in russo Ива́н Ива́нович Пана́ев?; San Pietroburgo, 27 marzo 1812 – San Pietroburgo, 2 marzo 1862) è stato uno scrittore e giornalista russo.

## Biografia

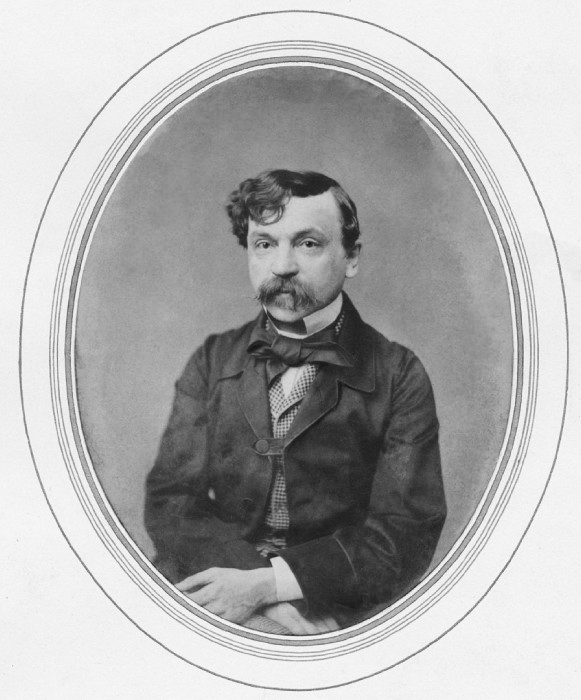
Ivan Ivanovič Panaev

Ivan Ivanovič Panaev nacque a San Pietroburgo il 27 marzo 1812, in una famiglia di nobili origini e studiò alla Scuola per la nobiltà dell'Università statale di San Pietroburgo.
Dopo aver svolto per qualche tempo un'attività impiegatizia, si dedicò alla letteratura.  Nel 1837 sposò la scrittrice Avdot'ja Jakovlevna, con la quale collaborò alla stesura di alcune opere.
Dopo i primi racconti, ispirati dal Romanticismo di Aleksandr Aleksandrovič Bestužev, scrisse una serie di opere descriventi la vita della società aristocratica, caratterizzate dalla sua posizione critica nei riguardi della nobiltà, che espresse nei racconti Oggi e domani (1837), Il crepuscolo al camino (1838) e Delirium tremens (1840).
La sua vena migliore Panaev la trovò negli affreschi realistici dell'ambiente degli impiegati e dei letterati pietroburghesi, intrisi di elementi stilistici naturalistici, che resero interessanti le narrazioni, soprattutto quelle della fatuità umana, come ben evidenziato nella novella Parenti (1847), l'opera più pregevole artisticamente,il cui protagonista inetto e inutile è presentato accanto agli idealisti del quaranta, però fatti oggetto di una predica che dimostrò nello scrittore irritazione per il fallimento del suo periodo romantico, e nel romanzo Mondani di provincia (1852), l'opera di maggiore successo al suo tempo, in cui approfondì la tematica dell'emancipazione femminile.
Ebbe successo con questi quadretti realistici-naturalistici di vita pietroburghese, pubblicati nella rivista Sovremennik (Il contemporaneo), fondata nel 1836 da Aleksandr Sergeevič Puškin, di cui divenne nel 1847 redattore insieme al poeta Nikolaj Alekseevič Nekrasov.
Interessanti e molto popolari risultarono le sue Memorie letterarie (1861),soprattutto per i ritratti di personaggi della letteratura, dall'arte, della musica, del teatro, del periodo dal 1820 al 1850, e per i suoi ricordi di Vissarion Grigor'evič Belinskij,con il quale strinse una profonda amicizia.
Nel 1844 Panaev incontrò Fëdor Dostoevskij e lo invitò a leggere il suo romanzo Povera gente, non ancora pubblicato, nei circoli letterari più in voga a San Pietroburgo.
Le parodie letterarie di Panaev, alcune scritte in collaborazione con Nekrasov, ottennero un buon successo e popolarità.

## Opere
- Oggi e domani (1837);
- Il crepuscolo al camino (1838);
- Delirium tremens (1840);
- Parenti (1847);
- Mondani di provincia (1852);
- Memorie letterarie (1861).